# Masato Kudó
Masato Kudó (6. května 1990 – 21. října 2022) byl japonský fotbalista, který hrával v útoku.

## Klubová kariéra
Byl odchovancem klubu Kašiwa Reysol, za který nastupoval mezi lety 2009 a 2015. V prosinci 2015 přestoupil coby volný hráč do kanadského klubu Vancouver Whitecaps. V Major League Soccer debutoval 6. března v zápase proti Montréal Impacts. První gól v dresu Whitecaps vstřelil 7. května do sítě Portland Timbers. Po oboustranné dohodě byl kontrakt ve Vancouveru 30. prosince 2016 ukončen, Kudó se rozhodl vrátit do J. League a 31. prosince podepsal tříletou smlouvu se Sanfrecce Hirošima. Na další zahraniční angažmá se vydal do Austrálie, v sezóně 2020/21 odehrál 14 zápasů za Brisbane Roar FC.

## Reprezentační kariéra
Masato Kudó odehrál za japonský národní tým v roce 2013 celkem 4 reprezentační utkání.

## Statistiky
| Japonsko | Japonsko | Japonsko |
| Roky     | Záp.     | Góly     |
| -------- | -------- | -------- |
| 2013     | 4        | 2        |
| Celkem   | 4        | 2        |

## Smrt
Začátkem října 2022 byl hospitalizován pro hydrocephalus. Po prodělané operaci se jeho zdravotní stav zhoršil a musel být umístěn na jednotku intenzivní péče. Zemřel ve 32 letech 21. října 2022.